# Kings World Cup Nations 2025
A Kings World Cup Nations 2025 foi um torneio internacional de Futebol 7 baseado no formato da Kings League, criado por Gerard Piqué e Ibai Llanos. Diferentemente da Kings World Cup, lançada em 2024, que é uma competição de clubes, este torneio contou com jogadores de diferentes versões da Kings League representando suas respectivas seleções nacionais, semelhante à Copa do Mundo da FIFA.
Durante o evento de lançamento da Kings League Itália em 18 de novembro de 2024, a Itália foi confirmada como sede do torneio, que foi realizado entre 1 e 12 de janeiro de 2025, com a final sendo realizada no Allianz Stadium em Turim.

## Formato

### Fase inicial
A fase inicial contou com algumas características de sistema suíço, envolvendo um total de 20 partidas, estruturada da seguinte forma:
- Na primeira rodada, as 16 equipes disputaram uma partida cada, sendo os confrontos decididos por sorteio.
- Todas as equipes avançaram para a segunda rodada, as equipes que venceram a partida da primeira rodada disputaram a "chave dos vencedores" e as equipes que perderam disputaram a "chave dos perdedores".
- As equipes da "chave dos vencedores" que venceram a partida da segunda rodada se classificaram para a fase final, enquanto as equipes que perderam enfrentaram as equipes vencedoras da "chave dos perdedores" no Last Chance. Os vencedores do Last Chance se juntaram aos vencedores da "chave de vencedores" da segunda rodada na fase final.

### Fase final
- A fase final consistiu então em confrontos de quartas de final, semifinais e final.

## Equipes
Como de costume na Kings League, cada seleção nacional é presidida por um streamer ou uma personalidade relacionada ao futebol. Espanha e México, países que sediam a Kings League e a Américas Kings League, foram as duas primeiras seleções confirmadas.
| País           | Presidente(s) |
| -------------- | --- |
| Alemanha       | Mario Götze, Younes Zarou, Kevin Teller (Papaplatte) e Maximilian Stemmler (Trymacs) |
| Arábia Saudita | Ahmed Alqahtani (SHoNgxBoNg) |
| Argentina      | Sergio Agüero, Jero Freixas, Jose de Cabo e Jo Valicenti |
| Brasil         | Ricardo Leite (Kaká), Cris Guedes, Neymar, Allan Rodrigues (O Estagiário), Alexandre Borba Chiqueta (Gaules), Bruno Goes (Nobru), Lucio dos Santos (Cerol), Luan Kovarik (Jon Vlogs), Aliffe de Carvalho (Paulinho o Loko), Lucas Gagliasso (Luquet4), Nyvi Estephan, Victor Costa (Coringa), Ludmilla, Konrad Dantas (Kondzilla) e Michel |
| Colômbia       | James Rodríguez, Juan Guarnizo, Luis Villa (Westcol), Angerson García (Pelicanger) e La Parce |
| Coréia do Sul  | Lee Kang-in, Park Ji-sung, Kim In-jik (Gamst) e Kim Dong-jun (Jamm) |
| Espanha        | Várius |
| Estados Unidos | Edwin Castro (Castro1021), Pitaa1021 e Jake Paul |
| Itália         | Gianmarco Tocco (Blur), Manuuxo, PirlasV, Federico Lucia (Fedez), Luca Campolunghi, ZW Jackson, Er Faina, Andrea Pirrera (En3rix), Frenezy, Off Samuel, Sergio Cruz, Mirko Cisco e The Real Marzaa |
| Japão          | Junichi Kato |
| Marrocos       | Ilyas El Maliki |
| México         | Vários |
| Peru           | Andy Merino (Zein) |
| Turquia        | Tuğkan Gönültaş (Elraenn) |
| Ucrânia        | Mykhailo Lebiha (Leb1ga) |
| Uzbequistão    | Islom Abdujabborov |

## Primeira rodada
Os confrontos da primeira rodada foram sorteados em 5 de dezembro de 2024.
| 1 janeiro 2025 A | Argentina                                                         | 4–2       | Espanha                                              | Milão                                                     |  |
| 14:00 (UTC-3)    | Sánchez 9' · Gómez 19', 36' (p) · Fr. Romero 25' · Fa. Romero 26' | Relatório | de la Mata 20+1' · Gutiérrez 25' · TheGrefg 38' (pp) | Estádio: Centro Sportivo Peppino Vismara MVP: Pablo Gómez |  |

| 1 janeiro 2025 B | Japão                                           | 3–1       | Itália        | Milão                                                           |  |
| 12:00 (UTC-3)    | Nakamura 13' · Fukaya 19' · Agata 37' · Oda 39' | Relatório | Blur 35' (pp) | Estádio: Centro Sportivo Peppino Vismara MVP: Shunsuke Nakamura |  |

| 1 janeiro 2025 C | Estados Unidos                                            | 4–2       | México                               | Milão                                                    |  |
| 15:00 (UTC-3)    | Vega 3' · Ramírez 20' · Castro 22' (pp) · Morales 38' (p) | Relatório | O. Martínez 1' · D. Martínez 38' (p) | Estádio: Centro Sportivo Peppino Vismara MVP: Devin Vega |  |

| 1 janeiro 2025 D | Uzbequistão                                                 | 4–3       | Arábia Saudita                              | Milão                                                          |  |
| 13:00 (UTC-3)    | Yangirov 19' · Dzhabborov 29' 40+1' · Abdujabborov 31' (pp) | Relatório | Hamad 13' · Sufyani 36' · Abousaban 38' (p) | Estádio: Centro Sportivo Peppino Vismara MVP: Omar Abdulrahman |  |

| 2 janeiro 2025 E | Peru                             | 2–4       | Alemanha                                                    | Milão                                                        |  |
| 15:00 (UTC-3)    | Zein 28' (pp) · Portilla 32' (p) | Relatório | Leitner 28' (p), 28' (p) · Salihamidžić 30' · Dombrowka 34' | Estádio: Centro Sportivo Peppino Vismara MVP: Moritz Leitner |  |

| 2 janeiro 2025 F | Brasil                                                                | 7–4       | Coréia do Sul                         | Milão                                                         |  |
| 12:00 (UTC-3)    | Melo 26' · Oliveira 28' (x2), 39' (x2) · Leleti 34' · Gaules 38' (pp) | Relatório | Lee Ho 23' 40' (x2) · Kim H. 29' (x2) | Estádio: Centro Sportivo Peppino Vismara MVP: Kelvin Oliveira |  |

| 2 janeiro 2025 G | Turquia                          | 5–0       | Ucrânia    | Milão                                                 |  |
| 13:00 (UTC-3)    | Ak 21', 24', 36' (p), 40+2' (x2) | Relatório | Melnyk 40' | Estádio: Centro Sportivo Peppino Vismara MVP: Suad Ak |  |

| 2 janeiro 2025 H | Colômbia                                                                             | 4–1       | Marrocos                  | Milão                                                     |  |
| 14:00 (UTC-3)    | Gutiérrez 4' 25' · Moreno 6', 40+3' · Perea 20' · Ortega 20+1' · Pelicanger 21' (pp) | Relatório | El Amrani 23' · Louah 32' | Estádio: Centro Sportivo Peppino Vismara MVP: Camilo Mena |  |

## Segunda rodada

### Chave dos vencedores
Os vencedores avançam diretamente para as quartas de final, os perdedores disputam o Last-chance.
| 3 janeiro 2025 1 | Argentina                  | 2–1       | Japão         | Milão                                                      |  |
| 12:00 (UTC-3)    | Fernández 9' · Navajas 15' | Relatório | Kato 30' (pp) | Estádio: Centro Sportivo Peppino Vismara MVP: Facu Navajas |  |

| 3 janeiro 2025 2 | Estados Unidos                                                  | 6–2       | Uzbequistão                                          | Milão                                                               |  |
| 14:00 (UTC-3)    | Ramírez 2' · Cortés 2' · Morales 5', 20+1', 38' (p) · Ortiz 31' | Relatório | Yangirov 1' · Dzhabborov 24' · Abdujabborov 25' (pp) | Estádio: Centro Sportivo Peppino Vismara MVP: Shakhriyor Dzhabborov |  |

| 4 janeiro 2025 3 | Alemanha                            | 2–9       | Brasil                                                                                         | Milão                                                         |  |
| 12:00 (UTC-3)    | Jones 1' · Sohm 36' · Leitner 40+3' | Relatório | Vaz 3' · Guedes 16' (pp) · Assumpção 24' · Oliveira 29' (p), 30', 40' (x2) · Ilario 40+4' (x2) | Estádio: Centro Sportivo Peppino Vismara MVP: Kelvin Oliveira |  |

| 4 janeiro 2025 4 | Turquia                   | 2–3       | Colômbia                       | Milão                                                     |  |
| 14:00 (UTC-3)    | Geçim 19' · Sözer 30' (p) | Relatório | Ortega 33' 39' · Lobón 35' (p) | Estádio: Centro Sportivo Peppino Vismara MVP: Camilo Mena |  |

### Chave dos perdedores
Os vencedores disputam o Last-chance, os perdedores são eliminados.
| 3 janeiro 2025 5 | Espanha | 8–5       | Itália                                                              | Milão                                                        |  |
| 13:00 (UTC-3)    | Gutiérrez 1' (p), 4', 20+1' · MiniBuyer 18' (pp) · G. Vidal 20' · Santos 22' · de la Mata 24', 37' · Espinosa 40+3' (x2) | Relatório | Rossi 20+2', 24', 39' (x2) · Cruz 21' · Blur 22' (pp) · Viviano 25' | Estádio: Centro Sportivo Peppino Vismara MVP: Àlex Gutiérrez |  |

| 3 janeiro 2025 6 | México                                                                                           | 8–4       | Arábia Saudita                                                    | Milão                                                       |  |
| 15:00 (UTC-3)    | O. Martínez 1', 20', 23', 36' (p) · Pérez 6' · Hernández 20+1' · G. Montiel 24' (pp) · Ochoa 38' | Relatório | Bernal 16' (o.g.) · Al-Mutairi 25' (p) · Abdulrahman 29', 38' (p) | Estádio: Centro Sportivo Peppino Vismara MVP: Obed Martínez |  |

| 4 janeiro 2025 7 | Peru                                     | 4–3       | Coréia do Sul                   | Milão                                                     |  |
| 13:00 (UTC-3)    | Gálvez 8', 33' · Colan 28' · Honores 38' | Relatório | Gamst 28' (pp) · Min 40+1' (x2) | Estádio: Centro Sportivo Peppino Vismara MVP: Ibán Gálvez |  |

| 4 janeiro 2025 8 | Ucrânia                                      | 2–9       | Marrocos                                                                              | Milão                                                     |  |
| 15:00 (UTC-3)    | Oliynyk 20+1' · Tsopa 33' · Zagranychnyi 34' | Relatório | Louah 1', 20', 20+1', 39' (x2) · Hadraf 27' · Nasri 36' · Saoud 37' · Amri 40+1' (x2) | Estádio: Centro Sportivo Peppino Vismara MVP: Nadir Louah |  |

## Last-chance
Os vencedores avançam para as quartas de final, os perdedores são eliminados.
| 6 janeiro 2025 1 | Japão                    | 2–4       | Marrocos                                   | Milão                                                      |  |
| 14:00 (UTC-3)    | Enjo 20' · Kato 38' (pp) | Relatório | Erraki 3' · Louah 15', 20' · El Amrani 24' | Estádio: Centro Sportivo Peppino Vismara MVP: Kensuke Enjo |  |

| 7 janeiro 2025 2 | Uzbequistão                                                | 5–4       | Peru                                | Milão                                                       |  |
| 14:00 (UTC-3)    | Dzhabborov 1', 3' · Anvarjonov 2' · Tukhtasinov 40+2' (x2) | Relatório | Alvarado 35' · Gálvez 37', 40' (x2) | Estádio: Centro Sportivo Peppino Vismara MVP: Toni Alvarado |  |

| 7 janeiro 2025 3 | Alemanha                                                    | 3–6       | México                                                                                             | Milão                                                       |  |
| 15:00 (UTC-3)    | Salihamidžić 2' · Jones 34' · Sohm 40' (x2) · Leitner 40+3' | Relatório | Monterde 2' · Bernal 13' · O. Martínez 20' (p), 39' (x2) · Cisneros 20+1' · Pérez 39' · Vera 40+3' | Estádio: Centro Sportivo Peppino Vismara MVP: Obed Martínez |  |

| 6 janeiro 2025 4 | Turquia                                | 3–2       | Espanha                          | Milão                                                     |  |
| 15:00 (UTC-3)    | Kazan 2' · Geçim 35' (p) · Kıratlı 38' | Relatório | Contreras 26' (pp) · Cabrera 37' | Estádio: Centro Sportivo Peppino Vismara MVP: Oktay Kazan |  |

## Fase final

### Equipes Classificadas
| Equipe         | Classificação        |
| -------------- | -------------------- |
| Argentina      | Chave dos vencedores |
| Brasil         | Chave dos vencedores |
| Colômbia       | Chave dos vencedores |
| Estados Unidos | Chave dos vencedores |
| Marrocos       | Last-chance          |
| México         | Last-chance          |
| Turquia        | Last-chance          |
| Uzbequistão    | Last-chance          |

Os confrontos das quartas de final foram sorteados em 6 de janeiro, antes do início do Last-chance.

### Tabela até a final
|  | Quartas de final 8 a 9 de janeiro – KL Arena | Quartas de final 8 a 9 de janeiro – KL Arena |          |       | Semifinais 10 de janeiro – KL Arena | Semifinais 10 de janeiro – KL Arena |  |  | Final 12 de janeiro – Allianz Stadium | Final 12 de janeiro – Allianz Stadium |
|  |                                              |                                              |          |       |                                     |                                     |  |  |                                       |                                       |
|  |                                              |                                              |          |       |                                     |                                     |  |  |                                       |                                       |
|  |                                              |                                              |          |       |                                     |                                     |  |  |                                       |                                       |
|  | Estados Unidos                               | 7 (1)                                        |          |       |                                     |                                     |  |  |                                       |                                       |
|  | Estados Unidos                               | 7 (1)                                        |          |       |                                     |                                     |  |  |                                       |                                       |
|  | Marrocos                                     | 7 (2)                                        |          |       |                                     |                                     |  |  |                                       |                                       |
|  | Marrocos                                     | 7 (2)                                        | Marrocos | 1     |                                     |                                     |  |  |                                       |                                       |
|  |                                              |                                              | Marrocos | 1     |                                     |                                     |  |  |                                       |                                       |
|  |                                              | Colômbia                                     | 2        |       |                                     |                                     |  |  |                                       |                                       |
|  | Colômbia                                     | Colômbia                                     | 2        | 6     |                                     |                                     |  |  |                                       |                                       |
|  | Colômbia                                     |                                              |          | 6     |                                     |                                     |  |  |                                       |                                       |
|  | Uzbequistão                                  | 1                                            |          |       |                                     |                                     |  |  |                                       |                                       |
|  | Uzbequistão                                  | 1                                            | Colômbia | 2     |                                     |                                     |  |  |                                       |                                       |
|  |                                              |                                              | Colômbia | 2     |                                     |                                     |  |  |                                       |                                       |
|  |                                              | Brasil                                       | 6        |       |                                     |                                     |  |  |                                       |                                       |
|  | Argentina                                    | Brasil                                       | 6        | 2 (3) |                                     |                                     |  |  |                                       |                                       |
|  | Argentina                                    |                                              |          | 2 (3) |                                     |                                     |  |  |                                       |                                       |
|  | México                                       | 2 (4)                                        |          |       |                                     |                                     |  |  |                                       |                                       |
|  | México                                       | 2 (4)                                        | México   | 1     |                                     |                                     |  |  |                                       |                                       |
|  |                                              |                                              | México   | 1     |                                     |                                     |  |  |                                       |                                       |
|  |                                              | Brasil                                       | 3        |       |                                     |                                     |  |  |                                       |                                       |
|  | Brasil                                       | Brasil                                       | 3        | 12    |                                     |                                     |  |  |                                       |                                       |
|  | Brasil                                       |                                              |          | 12    |                                     |                                     |  |  |                                       |                                       |
|  | Turquia                                      | 4                                            |          |       |                                     |                                     |  |  |                                       |                                       |
|  | Turquia                                      | 4                                            |          |       |                                     |                                     |  |  |                                       |                                       |

### Quartas de final
| 8 janeiro 2025                            | Estados Unidos                                                                   | 7–7 (1–2 pen.)                         | Marrocos                                                                               | Milão                                                     |  |
| 15:00 (UTC-3)                             | Vega 2' · Cortés 2', 19' · Morales 8' (p) · Benítez 20+1', 31' · Castro 23' (pp) | Relatório                              | Louah 1', 39' (x2) · Erraki 9' 16' · El Amrani 22' (p), 33' (p) · Saoud 26' · Amri 35' | Estádio: Centro Sportivo Peppino Vismara MVP: Nadir Louah |  |
|                                           |                                                                                  | Penalidades                            |                                                                                        |                                                           |  |
| Ortiz Mijatovic Morales Benítez Hernández |                                                                                  | El Amrani Louah Erraki Boussoufa Saoud |                                                                                        |                                                           |  |

| 8 janeiro 2025 | Colômbia                                                             | 6–1       | Uzbequistão                                | Milão                                                     |  |
| 14:00 (UTC-3)  | Palacios 2' · Mena 3' · Gutiérrez 6' · Ortega 9' · Quintero 40' (x2) | Relatório | Anvarjonov 30' · Mansurov 32' · Saidov 39' | Estádio: Centro Sportivo Peppino Vismara MVP: Camilo Mena |  |

| 9 janeiro 2025                           | Argentina                             | 2–2 (3–4 pen.)                     | México                               | Milão                                                       |  |
| 15:00 (UTC-3)                            | Cohen 2' · Gómez 20' · Agüero 27' (p) | Relatório                          | O. Martínez 3' · G. Montiel 27' (pp) | Estádio: Centro Sportivo Peppino Vismara MVP: Obed Martínez |  |
|                                          |                                       | Penalidades                        |                                      |                                                             |  |
| Gómez Fa. Romero Mantovani Sambueza Joao |                                       | Pérez D. Martínez Cisneros Morales |                                      |                                                             |  |

| 9 janeiro 2025 | Brasil | 12–4      | Turquia                                     | Milão                                                         |  |
| 14:00 (UTC-3)  | Oliveira 1', 2', 20', 20+1', 30' (p) · Vaz 3' · Rodrigues 15' · O Estagiário 16' (pp) · Leleti 26' · Rufino 32' | Relatório | Sözer 19' 40' · Geçim 24' (p), 35' (p), 37' | Estádio: Centro Sportivo Peppino Vismara MVP: Kelvin Oliveira |  |

### Semifinais
| 10 janeiro 2025 | Marrocos                                 | 1–2       | Colômbia                            | Milão                                                       |  |
| 14:00 (UTC-3)   | Louah 3' · Boussoufa 40+3' · Saoud 40+3' | Relatório | Perea 7' · Caro 19' · Rodríguez 37' | Estádio: Centro Sportivo Peppino Vismara MVP: Angellot Caro |  |

| 10 janeiro 2025 | México                             | 1–3       | Brasil                    | Milão                                                         |  |
| 15:00 (UTC-3)   | G. Montiel 26' (pp) · Monterde 37' | Relatório | Oliveira 20', 28' (p), p' | Estádio: Centro Sportivo Peppino Vismara MVP: Kelvin Oliveira |  |

### Final
| 12 janeiro 2025 | Colômbia                         | 2–6       | Brasil                          | Turim                                         |  |
| 14:00 (UTC-3)   | Caro 20+2' · Pelicanger 21' (pp) | Relatório | Oliveira 20', 25', 31', 38' (p) | Estádio: Allianz Stadium MVP: Kelvin Oliveira |  |

## Premiação
| Kings World Cup Nations 2025 |
| Brasil                       |
| ---------------------------- |
| Brasil Campeão (1.º título)  |